# Epimelitta postimelina
Epimelitta postimelina är en skalbaggsart som beskrevs av Giesbert 1996. Epimelitta postimelina ingår i släktet Epimelitta och familjen långhorningar. Inga underarter finns listade i Catalogue of Life.